# Merowie Lille
Lista merów Lille od czasów rewolucji francuskiej
| Data wyboru   | Nazwisko                      | Partia    | Uwagi |
| ------------- | ----------------------------- | --------- | --- |
| 18 marca 2001 | Martine Aubry                 | PS        | Wiceprzewodnicząca Lille Métropole Communauté urbaine                                                                       |
| 1973–2001     | Pierre Mauroy                 | PS        | Premier (maj 1981- lipiec 1984) Senator departamentu Nord od 1992 Przewodniczący Lille Métropole Communauté urbaine od 1989 |
| 1955–1973     | Augustin Laurent              | SFIO / PS | Przewodniczący Lille Métropole Communauté urbaine w latach 1969-1971 Przewodniczący rady departamentalnej (1946-1967)       |
| 1955          | Guy Debeyre                   |           | |
| 1947–1955     | René Gaifie                   | RPF       | |
| 1944–1947     | Denis Cordonnier              | SFIO      | |
| 1940–1944     | Paul Dehove                   |           | |
| 1936–1940     | Charles Saint-Venant          | SFIO      | Deputowany (1936-1942) |
| 1929–1936     | Roger Salengro                | SFIO      | Deputowany (1928-1936) |
| 1929          | Alexandre Bracke-Desrousseaux | SFIO      | |
| 1925–1929     | Roger Salengro                | SFIO      | |
| 1919–1925     | Gustave Delory                | SFIO      | |
| 1904–1919     | Charles Delesalle             |           | |
| 1896–1904     | Gustave Delory                | POF       | |
| 1881–1896     | Géry Legrand                  |           | |
| 1878–1881     | Jules Dutilleul               |           | |
| 1873–1878     | André Catel-Beghin            |           | |
| 1867–1873     | Charles Crespel-Tilloy        |           | |
| 1867          | Jules Meunier                 |           | |
| 1866–1867     | Auguste Flamen                |           | |
| 1852–1866     | Auguste Richebé               |           | |
| 1848–1852     | Pierre Bonte-Pollet           |           | |
| 1834–1848     | Louis Bigo-Danel              |           | |
| 1832–1834     | Désiré Le Thierry             |           | |
| 1830–1832     | Jean-Baptiste Smet            |           | |
| 1830          | François Barrois-Virnot       |           | |
| 1816–1830     | Jean Demuyssaert              |           | |
| 1803–1816     | Louis de Brigode              |           | |
| 1800–1803     | Nicolas Gentil-Muiron         |           | |
| 1799–1800     | François Thery Falligan       |           | |
| 1797–1799     | Jean-Baptiste Drapiez         |           | |
| 1797          | Claude Artaud                 |           | |
| 1796–1797     | Ignace Capron                 |           | |
| 1795–1796     | François André                |           | |
| 1794–1795     | Desjardins                    |           | |
| 1793          | Guillaume Lefebvre-Dhenin     |           | |
| 1792          | François André                |           | |
| 1790–1791     | Louis Vanhoenacker            |           | |